# 沖繩無鰭蛇鰻
沖繩無鰭蛇鰻（學名：Apterichtus keramanus）為輻鰭魚綱鰻鱺目糯鰻亞目蛇鰻科的其中一種，分布於西北太平洋日本沖繩縣Kerama群島海域，棲息深度25-50公尺，體長可達27.6公分，棲息在底層水域，屬肉食性。

## 擴展閱讀
維基物種上的相關：沖繩無鰭蛇鰻